# 第200爆撃航空団 (ドイツ空軍)
第200爆撃航空団（だい200ばくげきこうくうだん、Kampfgeschwader 200：KG 200）は、第二次世界大戦中のドイツ空軍の秘密爆撃部隊である。KG 200は、長距離偵察、新型機のテストや鹵獲した機体を使用した特殊任務を行う部隊であった。

## 歴史
KG 200の歴史は1934年にドイツ空軍がテオドール・ロヴェル（Theodor Rowehl）大佐のポーランド上空での空中偵察任務に触発され、ロヴェルの指揮下でドイツ国防軍の情報組織アプヴェーア付属の特別飛行隊を編成したことに始まった。戦争中にアプヴェーアがアドルフ・ヒトラーの信任を失い始めたため、新しい偵察部隊第2テスト編成が1942年にヴェルナー・バウムバッハの指揮下で編成された。この部隊は1944年3月に第1テスト編成と合併して1944年2月20日にKG 200が編成された。
1944年11月11日にバウムバッハは飛行団長（Geschwaderkommodore）に就任し、全ての特殊飛行任務はバウムバッハ指揮下のKG 200が行うようになった。

## 組織
KG 200は通常のドイツ空軍部隊の飛行団（Geschwader）とは異なり僅か2個の作戦飛行隊（Gruppen）で構成され、その他の飛行隊の編成も計画されたが終戦までに実働にはならなかった。飛行隊はヨーロッパ中に広がる幾つかの基地から完全に秘匿されて作戦活動を行った。
KG 200／第I飛行隊 は保有する4機のハインケル He 115の内3機を使用し敵戦線の背後にアプヴェーアの工作員を降下させる任務を担当していた。最も大量の工作員の降下は1944年7月で、合計260名の男女工作員が主に自動開傘式パラシュートを使用して降下した。これは親衛隊保安部の直接指揮の下で実行された。KG 200／第I飛行隊は3個の飛行中隊（"Staffeln"）で構成されていた。
第1中隊は長距離作戦（"Ferneinsätze"）、第2中隊は近距離作戦（"Naheinsätze"）を担当した。第3中隊はフィンランドのリッサーラ（Rissala）に駐屯し1機のHe 115 を使用する海軍のパイロット（"Seeflieger"）で編成されていた。
KG 200／第II飛行隊 は電子戦、長距離偵察、日本支配下の中国北部への輸送飛行と特別貨物輸送といったその他全ての任務を担当していた。KG 200／第II飛行隊はコマンド強襲部隊の第3飛行中隊を保有していた。第3飛行中隊はドイツのデデルストルフに駐屯し訓練を行っていた。
- KG 200／第II飛行隊のパラシュート降下技術を持つ特殊コマンド部隊は第二次世界大戦時のドイツ軍降下猟兵部隊でもほとんど知られておらず、KG 200／第II飛行隊の戦闘序列では第3飛行中隊とされていた。1944年9月にはこの飛行中隊は既にKG 200の指揮下ではなく、シェーファー大隊（Bataillon Schäfer.）として第1降下猟兵軍（Army Paratroopers）の指揮下に入っていた。

KG 200／第III飛行隊 は魚雷を装備したフォッケウルフ Fw190 戦闘機が配備されることになっていたが、発足しなかった。
KG 200／第IV飛行隊 はパイロットの訓練と実働のユンカース Ju 90とJu 290、計画ではJu 390とメッサーシュミット Me 264を使用した長距離飛行を担当した。実働状態になった場合、この飛行隊はアメリカ合衆国本土への長距離偵察飛行、工作員や爆弾の運搬を担当することになっていた。
- 第5飛行中隊（通称: レオニダス飛行中隊 Leonidas Squadron) は計画されたテスト飛行や飛行爆弾、ロケットを使用した自殺的と自殺行為に近い任務のために徴募された。

## 任務

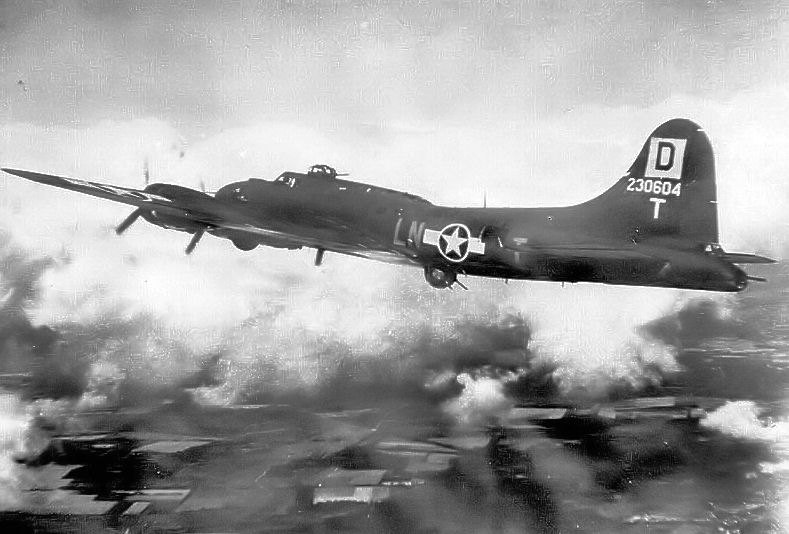
ボーイング B-17F-110-BO フォートレス 42-30604 (LN-T) 第350爆撃隊, *Badger's Beauty V*. 1943年10月4日にフランスのヴィリエ（Villers）近郊のノルマンディーに不時着。搭乗員全員が生存、5名が捕虜となり5名は逃走した。

KG 200は幅広く様々な任務を遂行した。

### 長距離偵察
戦争開始以前、空中偵察は通常比較的目立たない民間のルフトハンザ航空機にカメラを装備して実施された。この任務は戦争期間中も民間航空機が運行できる限り引き続き行われ、それ以後の偵察任務はほとんどの場合ユンカース Ju 86による高高度飛行によるものか飛行艇を使用して実施された。ドイツの航空機では十分な航続距離を持つ機種が無かったため、鹵獲したボーイング B-17やコンソリデーテッド B-24、ツポレフ Tu-2をも使用して実施された偵察任務さえあった。ほとんどの場合、これらの機体は補給任務（赤軍の戦線背後で活動するドイツ軍への補給品の投下）や重要人物の輸送に使用された。

### ミステル計画
1942年の初めに重爆撃機の不足を補完するためにドイツ空軍は老朽化したユンカース Ju 88に巨大な成形炸薬弾を取り付け無人の爆撃機の背部に負った誘導用の戦闘機から発進させ目標に突入させる実験を始めた。ドイツ空軍の計画責任者が期待するほどには効果はなく、ミステル計画は1944年まで続けられたが効果的な作戦は僅かであった。この部隊は元々スコットランドにある英国海軍基地のスカパ・フローを攻撃するためのものであったが、ノルマンディ上陸作戦以後は連合国軍の侵攻への対抗策へと振り向けられた。1944年6月24日の夜にミステルがイギリス海峡の目標に向けて発射された。Ju 88の1機は早々と投棄されたが、残りの4機のパイロットは発射に成功し幾隻かの封鎖艦を撃沈した。
全てのミステルはKG 200とヨアヒム・ヘルビッヒ大佐の指揮下に移管された。1944年末にはソビエト連邦の軍事施設と発電所を攻撃対象とした鉄槌作戦に傾注していたが、1945年3月に赤軍の進出により基地が奪われた。KG 200はミステルをオーデル川とナイセ川に架かる橋への攻撃に集中するように命令を受けた。4月までに全ての利用可能なミステルは使用され、搭乗員たちは近隣の戦闘機部隊へ異動した。

### 自殺的と自殺行為に近い任務
自爆攻撃を行う飛行部隊を編成する考えが具体的に浮上したのは、日本よりドイツの方が早く、1944年2月に、オットー・スコルツェニーとハヨ・ヘルマンにより提案されている。この考えはハインリヒ・ヒムラーとハンナ・ライチュにより支持され、彼女のヒトラーへの働きかけにより、第5飛行中隊が創設された。
第5飛行中隊は、古代ギリシアのスパルタ王レオニダス1世にちなんで、非公式に「レオニダス飛行中隊」と呼ばれた。レオニダス1世は、紀元前480年のテルモピュライの戦いで、ペルシア軍の進撃を食い止め、壮絶な戦死を遂げた。
大戦末期に少数のドイツ軍の高級将校たちは帝国上空に侵入する連合国軍の爆撃機を阻止する最後の手段として自殺戦闘作戦を強要した。この作戦はゼルブストプファー（Selbstopfer、自己犠牲）として知られ、V1 パルスジェット 巡航ミサイルを有人化したフィーゼラー Fi 103R（ライヒェンベルク）機を使用して敵爆撃機や地上目標に突入させるものであった。幾度かのテスト飛行がレオニダス飛行中隊により実施され、パルスジェット推進ミサイルの大量生産が始まったがこの様な作戦は貴重なパイロットの浪費だと感じていたヴェルナー・バウムバッハ大佐の介入により中止させられた。
アクティオン24（Aktion 24）作戦の一部として、ヴィスワ川に着水して赤軍の使用する橋を爆破する目的でドルニエ Do 24が改造され爆発物が搭載された。熟練のパイロットの飛行により目標の上流に着水し、橋に命中すると確信した時点で"自殺パイロット"は機体を放棄し爆薬に点火することになっていた。赤軍が反撃してこないという仮定や脱出した後で搭乗員が友軍の支配地域に帰ってくるというコンセプトは甚だ疑わしかった。この作戦用に改造された航空機は敵機の攻撃を受けて地上で破壊された。
1945年4月21日、赤軍は、レオニダス飛行中隊の基地のあるユテルボグ(Jüterbog)に迫った。このため、中隊の飛行は停止、人員は避難させられ、部隊は事実上消滅した。

### 特殊任務
KG 200は敵の背後へのスパイのパラシュート投下、レーダー妨害用航空機の運用、日本への長距離輸送飛行の実施、秘密の爆撃任務、混乱を広げるために鹵獲した航空機によるアメリカ軍爆撃機編隊への浸透といった様々な特殊任務も行った。しかし、これらの作戦に関する情報のほとんどは只1名の捕虜の証言によるもので、航空史研究家の中には疑いを持っている者もいる。1943年12月1日に"D"の識別文字をつけたボーイング B-17が"B"の識別文字をつけたもう1機の上を飛行する姿が目撃された。両機共に第303爆撃隊の四角いマーキングを施していた。この機体はB-17F-111-BO 42-30604 バジャー・ビューティV（Badger Beauty V）のマーキングであり、この機は鹵獲されたがドイツ空軍で修理や使用されたことは無かった。同じ日に単機のコンソリデーテッド B-24が第44爆撃隊の編隊に合流してきた。この機体は第392爆撃隊のマーキングを施していたが、この部隊は12月9日まで実働状態にはなかった。
これらの作戦の間の1944年6月27日にドイツ空軍の飛行団識別記号（Geschwaderkennung）「A3+FB」をつけたKG 200のボーイング B-17がマニセス空港（Manises airport、バレンシア）に着陸し、スペイン政府により抑留された。